# 비센테 엥공가
비센테 엥공가 마테(스페인어: Vicente Engonga Maté, 1965년 10월 20일, 카탈루냐 주 바르셀로나 ~)는 스페인의 전 축구 선수로, 현역 시절 주로 중앙 미드필더로 활동했으나, 최후방 수비수로도 기용된 적이 있다.
그는 프로 선수 시절 6개 구단에서 활약했는데, 가장 오랜 기간, 가장 성공적인 시기를 보낸 곳은 32세에 입단한 마요르카였다. 도합하여, 그는 11년 동안 327번의 라 리가 경기에 출전해 8골을 넣었다.
엥공가는 스페인 국가대표팀에서도 2년을 활약했는데, UEFA 유로 2000에 자국을 대표로 참가하였다.

## 클럽 경력
엥공가는 적도 기니 혈통으로, 카탈루냐 주 바르셀로나 출신이며, 유년 시절을 부친이 축구 선수로 활약하던 칸타브리아에서 보냈다. 그는 성인 무대 신고식을 하위 리그의 힘나스티카에서 치렀고, 이후 스포르팅 마오네스로 이적하였다.
1991년, 엥공가는 라 리가의 바야돌리드에 합류하였다. 그의 바야돌리드 1년차에 소속 구단이 세군다 디비시온으로 강등되면서, 엥공가는 셀타 비고로 이적했고, 그는 1993–94 시즌에 코파 델 레이 준우승의 성과를 냈다.
1994년 여름, 엥공가는 리그 강호 발렌시아로 둥지를 옮겨 3년을 보냈다. 부진한 시작 후, 그는 1996-97 시즌에 35경기에 출전했지만, 동지는 리그에서 10위의 초라한 성적을 거두었다.
이후, 엥공가는 마요르카로 이적하여 이반 캄포를 비롯한 5명의 전 동료들과 함께 엑토르 쿠페르의 지도를 받게 되었다. 그는 발레아레스 제도 연고 구단 소속으로 최고의 성과를 냈는데, 마요르카는 1998년에 수페르코파 데 에스파냐에서 바르셀로나를 합계 3-1로 이기고 우승을 쟁취했다. 같은 해, 마요르카는 UEFA 컵위너스컵의 결승전에 처음이자 마지막으로 진출해 라치오에게 1-2로 석패하였다.
2000-01 시즌, 엥공가는 31번의 리그 경기에 출전해 2번 골망을 흔들었고, 소속 구단은 리그 3위의 성적을 내어 사상 첫 UEFA 챔피언스리그 진출권을 손에 넣었다. 소속 구단의 대회 첫 경기는, 손 모시 안방에서 열린 아스널과의 경기로 그는 알베르 루케가 애슐리 콜에 넘어저 퇴장을 유도하고 얻은 페널티 킥을 11분에 1-0 결승골로 연결했다.
2002년, 엥공가의 계약이 만료되면서, 그는 발레아레스 제도를 떠나 2부 리그의 오비에도에서 6개월을 뛰다가 2003년 1월 말에 잉글랜드 풋볼 리그 1부 리그의 코번트리 시티와 임대 계약을 맺으며 해외 무대로 옮겼다. 시즌이 끝나고, 37세의 엥공가는 은퇴하여 마요르카의 여러 감독일을 맡았다.

## 국가대표팀 경력
1998년 9월 23일, 엥공가는 거의 33세가 되어서 스페인 국가대표팀 첫 경기를 치렀는데, 스페인은 그라나다에서 벌어진 러시아와의 친선경기에서 1-0으로 이겼고, 그도 90분을 모두 뛰었다. 그는 34세에 첫 스페인 국가대표팀 경기를 치른 전 헝가리 국가대표 푸슈카시 페렌츠에 이어 스페인 국가대표팀 역대 최고령 첫경기 출전 2위를 기록했다.
엥공가는 1999년 5월 5일, 크로아티아와의 친선경기에서 처음이자 마지막으로 국가대표팀 득점을 기록했는데, 세비야에서 열린 이 경기는 3-1 역전승으로 마무리되었다. 그는 UEFA 유로 2000 본선 명단에 이름을 올려 암스테르담 아레나에서 벌어진 슬로베니아와의 조별 리그 2차전에서 막판 교체로 출전하였고, 스페인은 이 경기에서 2-1로 이겼고, 이 경기는 그의 14번째 국가대표팀 경기이자, 마지막으로 출전한 국가대표팀 경기였다.
엥공가는 최초의 스페인 국가대표팀 흑인 선수라는 또다른 기록도 남겼다. 현역 시절, 그는 비공식적으로 칸타브리아 대표로도 경기를 뛴 적이 있다.
2008년 8월, 엥공가는 적도 기니 국가대표팀 감독으로 취임했다.

### 국가대표팀 득점 기록
| #  | 날짜           | 경기장                    | 상대       | 점수 | 결과 | 대회     |
| -- | -------------- | ------------------------- | ---------- | ---- | ---- | -------- |
| 1. | 1999년 5월 5일 | 스페인 세비야 라 카르투하 | 크로아티아 | 1–1  | 3–1  | 친선경기 |

## 사생활
엥공가의 동생 오스카르도 프로 축구 선수로, 미드필더로 활약했다. 그는 현역 시절 대부분을 스페인의 하부 리그에서 보냈는데, 비센테가 바야돌리드에서 활약했을 때 같이 한배를 타기도 했다.
엥공가의 조카 이고르는 적도 기니 국가대표로 2015년 아프리카 네이션스컵에 참가했었다.

## 수상
셀타 비고
- 코파 델 레이 준우승: 1993–94

발렌시아
- 코파 델 레이 준우승: 1994–95

마요르카
- 수페르코파 데 에스파냐: 1998
- 코파 델 레이 준우승: 1997–98
- UEFA 컵위너스컵 준우승: 1998–99